# Uvariopsis sessiliflora
Espèce
Synonymes
- Tetrastemma sessiliflorum Mildbr. & Diels[1]

Uvariopsis sessiliflora est une espèce de plantes à fleurs de la famille des Annonaceae et du genre Uvariopsis. C'est un arbuste endémique du Cameroun.

## Description
C'est un arbuste dont les feuilles atteignent entre 10 et 15 cm de long.

## Distribution
Très rare, elle est endémique du Cameroun. Le spécimen-type y a été récolté par Mildbraed en 1911 sous le nom de Tetrastemma sessiliflorum.